# Welf al II-lea
Welf al II-lea sau Welf al II-lea de Altdorf (d. 10 martie 1030) aparținând ramurii vechi a dinastiei Welfilor, a fost conte de Suabia.
Welf a fost un fiul contelui Rudolf al II-lea și al soției sale, Ita, fiica ducelui Conrad I al Suabiei din dinastia Conradinilor. El este cel ce a construit cetatea Ravensburg.
Welf s-a opus alegerii lui Conrad al II-lea ca rege romano-german în 1024, alegere care nu ar fi fost în slujba intereselor sale, însă în cele din urmă i s-a supus acestuia. A fost căsătorit cu Imiza de Luxemburg, fiica lui Frederic de Luxemburg, conte de Moselgau. 
În anii '20 Welf a obținut ca feudă diocezele de Augsburg și de Freising, după ce Welf a prădat tezaurul episcopului Bruno de Augsburg și orașul Augsburg.
Welf a murit în 1030, probabil în captivitate, fiind înmormântat în Abația Weingarten.